# Paradiacantha acanthocephala
Paradiacantha acanthocephala är en insektsart som först beskrevs av Haan 1842.  Paradiacantha acanthocephala ingår i släktet Paradiacantha och familjen Diapheromeridae. Inga underarter finns listade i Catalogue of Life.